# Sahlah
Sahlah (persiska: سهله, سَگليَ, سَهلِه) är en ort i Iran.   Den ligger i provinsen Zanjan, i den nordvästra delen av landet, 280 km väster om huvudstaden Teheran. Sahlah ligger 1 879 meter över havet och antalet invånare är 917.
Terrängen runt Sahlah är huvudsakligen kuperad, men österut är den platt. Runt Sahlah är det ganska glesbefolkat, med 47 invånare per kvadratkilometer. Närmaste större samhälle är Zanjan, 11,7 km norr om Sahlah. Trakten runt Sahlah består i huvudsak av gräsmarker.